# Liste des choix de repêchages des Racers d'Indianapolis
Cette liste contient tous les joueurs de hockey sur glace ayant été repêchés par les Racers d’Indianapolis, franchise de l'Association mondiale de hockey. Les joueurs listés ci-dessus n'ont pas obligatoirement joué un match sous le maillot de l'équipe.
Elle regroupe les joueurs depuis le Repêchage de 1974 organisé par l'AMH, jusqu’au Repêchage de 1977, le dernier mis en place par la ligue. Les joueurs sont classés par année de repêchage. Les deux premières colonnes donnent le rang et le tour duquel le joueur a été repêché suivis de son nom, de sa nationalité et de sa position de jeu.

## Les repêchages amateurs

### 1974
| No  | Tour | Nom            | Nationalité | Position       |
| --- | ---- | -------------- | ----------- | -------------- |
| 2   | 1er  | Mike Will      | Canada      | Centre         |
| 17  | 2e   | Craig Hanmer   | États-Unis  | Défenseur      |
| 32  | 3e   | Mike Wong      | États-Unis  | Centre         |
| 47  | 4e   | Mike Zuke      | Canada      | Centre         |
| 62  | 5e   | Pat Ribble     | Canada      | Défenseur      |
| 76  | 6e   | Harold Snepsts | Canada      | Défenseur      |
| 91  | 7e   | Peter Roberts  | États-Unis  | Centre         |
| 92  | 7e   | John Sheridan  | États-Unis  | Centre         |
| 106 | 8e   | Tom Price      | Canada      | Défenseur      |
| 107 | 8e   | Mark Toulet    | Canada      | Ailier gauche  |
| 121 | 9e   | Michel Dion    | Canada      | Gardien de but |
| 136 | 10e  | Cal Erickson   | Canada      | Gardien de but |
| 137 | 10e  | Jack Patterson | Canada      | Centre         |
| 149 | 11e  | Don Whelden    | Canada      | Défenseur      |
| 150 | 11e  | Gary Sargent   | États-Unis  | Défenseur      |
| 155 | 11e  | Greg Steel     | Canada      | Défenseur      |
| 162 | 12e  | Pierre David   | Canada      | Défenseur      |
| 163 | 12e  | Scott Mabley   | Canada      | Défenseur      |
| 168 | 12e  | Russ Hall      | Canada      | Défenseur      |
| 175 | 13e  | Graham Hall    | Canada      | Ailier gauche  |
| 176 | 13e  | Bill Best      | Canada      | Ailier gauche  |
| 179 | 13e  | Mike St. Cyr   | Canada      | Défenseur      |
| 186 | 14e  | Rod Tordoff    | Canada      | Défenseur      |
| 187 | 14e  | Doug Counter   | Canada      | Défenseur      |
| 189 | 14e  | Mitch Babin    | Canada      | Centre         |
| 193 | 15e  | Yves Plouffe   | Canada      | Défenseur      |
| 194 | 15e  | Jim Chicoyne   | Canada      | Défenseur      |
| 198 | 16e  | Brian Barker   | Canada      | Ailier droit   |
| 202 | 17e  | Rick Fraser    | Canada      | Défenseur      |
| 205 | 18e  | Larry Jacques  | Canada      | Ailier droit   |
| 206 | 19e  | Bob Volpe      | Canada      | Gardien de but |
| 2   | S    | Bill Lochead   | Canada      | Ailier gauche  |
| 17  | S    | Bob Bourne     | Canada      | Centre         |

### 1975
| No  | Tour | Nom            | Nationalité | Position      |
| --- | ---- | -------------- | ----------- | ------------- |
| 2   | 1er  | Bryan Maxwell  | Canada      | Défenseur     |
| 32  | 3e   | Clark Hamilton | États-Unis  | Centre        |
| 47  | 4e   | Blair MacKasey | Canada      | Défenseur     |
| 62  | 5e   | Rick Bowness   | Canada      | Centre        |
| 76  | 6e   | Eric Sanderson | Canada      | Ailier gauche |
| 90  | 7e   | Doug Young     | Canada      | Défenseur     |
| 103 | 8e   | Stan Jonathan  | Canada      | Ailier gauche |
| 115 | 9e   | Larry Huras    | Canada      | Défenseur     |
| 127 | 10e  | Kari Makkonen  | Finlande    | Ailier droit  |
| 140 | 11e  | Michel Blais   | Canada      | Défenseur     |
| 152 | 12e  | Anders Steen   | Suède       | Centre        |
| 162 | 13e  | Paul Evans     | Canada      | Ailier droit  |

### 1976
| No  | Tour | Nom             | Nationalité | Position      |
| --- | ---- | --------------- | ----------- | ------------- |
| 4   | 1er  | Bobby Simpson   | Canada      | Ailier gauche |
| 15  | 2e   | Alex McKendry   | Canada      | Ailier droit  |
| 40  | 4e   | Dave Dornseif   | États-Unis  | Défenseur     |
| 52  | 5e   | Jean Gagnon     | Canada      | Défenseur     |
| 64  | 6e   | Joe Kowal       | Canada      | Ailier gauche |
| 76  | 7e   | Greg Malone     | Canada      | Centre        |
| 88  | 8e   | Jim Kirkpatrick | Canada      | Défenseur     |
| 99  | 9e   | Rik Garcia      | Canada      | Défenseur     |
| 110 | 10e  | Rémi Lévesque   | Canada      | Centre        |

### 1977
| No | Tour | Nom          | Nationalité | Position      |
| -- | ---- | ------------ | ----------- | ------------- |
| 5  | 1er  | Doug Wilson  | Canada      | Défenseur     |
| 16 | 2e   | Wayne Ramsey | Canada      | Défenseur     |
| 35 | 4e   | Dale McCourt | Canada      | Centre        |
| 44 | 5e   | Mike Bossy   | Canada      | Ailier droit  |
| 53 | 6e   | Rick Vasko   | Canada      | Défenseur     |
| 62 | 7e   | Brian Drumm  | Canada      | Ailier gauche |